# Leleasca (gmina)
Leleasca – gmina w Rumunii, w okręgu Aluta. Obejmuje miejscowości Afumați, Greerești, Leleasca, Mierlicești, Tonești, Tufaru i Urși. W 2011 roku liczyła 1640 mieszkańców.